# Чемпионат Европы по академической гребле 1963
Чемпионат Европы по академической гребле 1963 года прошёл 14 по 18 августа на озере Багсверд в Копенгагене (Дания). Было разыграно 7 комплектов наград.